# 森山真衣
森山 真衣（もりやま まい、1999年7月5日 - ）は、日本の俳優。東京都出身。2020年からミュージカルカンパニー イッツフォーリーズに所属。桐朋学園芸術短期大学 芸術科演劇専攻 卒。

## 出演

### 舞台
- ミュージカル「バウムクーヘンとヒロシマ」(2025年 JMSアステールプラザ大ホール)
- ミュージカル「ナミヤ雑貨店の奇蹟」(2025年 スペース・ゼロ)
- ミュージカル「ルドルフとイッパイアッテナ」2025年 俳優座劇場)
- ミュージカルリーディング「洪水の前」(2022年 アレイホール)
- ミュージカル「遠ざかるネバーランド」(2022年 俳優座劇場)
- 「Go For Success2021〜いま、翔けぬけろ〜」(2021年 浅草九劇)
- 日本劇団協議会「みえないくに」(2024年 東京芸術劇場シアターイースト)
- 舞台「くちびるに歌を」(2022年 かめありリリオホール)
- 演劇集団ワンダーランド「沖縄の火種」(2022年 紀伊國屋ホール)
- クランティー女たちの革命(2021年 下北沢ハーフムーンホール)
- 「女優ふたり芝居」(2021年 東京おかっぱちゃんハウス)
- 演劇集団ワンダーランド「アチャラカ 昭和の喜劇人 古川ロッパ、ハリキる」(2021年 劇場MOMO)
- 「短編劇集〜5つの物語〜」(2020年 両国・エアースタジオ)

### CM
- ヨドバシカメラ 初夏篇（2025年）
- 関西電気保安協会「君のこと」WEB 60秒Ver.（2025年）
- ヨドバシカメラ「2024年初夏セール」(2024年)

### テレビ
- 日本テレビ「ザ・世界仰天ニュース〜イケメン仰天チェンジ〜」(2021年）
- 連続テレビ小説 あんぱん 98回、99回（2025年、NHK総合）

### 映画
- HEIZ LIBERATION  映画「想いは拠らず」(2024年)
- ショートフィルム「取るに足らない夏の記憶」(2022年)

### イベント
- 「あやせ ♡ GO TO ハッピー！」(2024年 綾瀬市オーエンス文化会館)
- 「いずみたくナイト〜やなせたかしを歌おう〜」(2024年 上野恩賜公園水上音楽堂)
- 「グゥ！しながわワールド」(2022年 スクエア荏原)
- ライブ「いずみたくナイト」(2021年 上野恩賜公園水上音楽堂）